# Prave mahovine
Prave mahovine (lat. Bryopsida), biljni razred u diviziji Bryophyta.

## Opis
Prave mahovine su nevaskularne biljke bez cvjetova koje pripadaju znanstvenoj kategoriji Bryophyta. Matična skupina bryophyta, koja uključuje jetrenjače, prave mahovine i antocerote. Mahovine rastu u gustim zelenim nakupinama ili prostirkama, obično u vlažnim ili zasjenjenim područjima. Pojedinačne biljke često se sastoje od osnovnih listova debljine samo jedne stanice i spojenih na stabljiku koja može biti razgranata ili nerazgranata te ima samo manju ulogu u prijenosu vode i hranjivih tvari. Iako neke vrste sadrže provodna tkiva, ona su obično nerazvijena i fizički se razlikuju od vaskularnog biljnog tkiva. Mahovine nemaju sjemenke i nakon oplodnje stvaraju sporofite s nerazgranatim peteljkama na čijem vrhu se nalaze pojedinačne kapsule koje nose spore.
Bryopsida predstavlja najveću razred mahovina, koja sadrži 95 % svih vrsta mahovina. Sastoji se od približno 11.500 vrsta, uobičajenih u cijelom svijetu.
Razred Bryopsida sastoji se od nekoliko podrazreda:

## Podjela
- subclassis Buxbaumiidae Doweld
  - ordo Buxbaumiales M. Fleisch.
    - Buxbaumiaceae Schimp.
- subclassis Diphysciidae Ochyra
  - ordo: Diphysciales M. Fleisch.
- subclassis Gigaspermidae M. Stech & W. Frey
  - ordo: Gigaspermales Goffinet, Wickett, O. Werner, Ros, A.J. Shaw & C.J. Cox
    - Gigaspermaceae Lindb.
- subclassis Timmiidae Ochyra
  - ordo: Timmiales Ochyra
    - Timmiaceae Schimp.
- subclassis Funariidae Ochyra
  - ordo: Disceliales Ignatov, Ignatova & Fedosov
    - Disceliaceae Schimp.

  - ordo: Encalyptales Dixon
    - Encalyptaceae Schimp.

  - ordo: Funariales M. Fleisch.
    - Funariaceae Schwägr.
- subclassis Dicranidae Doweld
  - Timmiellaceae Y.Inoue & H.Tsubota
  - Distichiaceae Schimp.
  - Flexitrichaceae Ignatov & Fedosov
  - ordo: Catoscopiales Ignatov & Ignatova
    - Catoscopiaceae Broth.

  - ordo: Pseudoditrichales Ignatov & Fedosov
    - Pseudoditrichaceae Steere & Z. Iwats.
    - Chrysoblastellaceae Ignatov & Fedosov

  - ordo: Scouleriales Goffinet & W.R. Buck
    - Scouleriaceae S. P. Churchill in Funk & D. R. Brooks
    - Drummondiaceae Goffinet

  - ordo: Bryoxiphiales Á. Löve & D. Löve
    - Bryoxiphiaceae Besch.

  - ordo: Grimmiales M. Fleisch.
    - Saelaniaceae Ignatov & Fedosov.
    - Grimmiaceae Arn.
    - Ptychomitriaceae Schimp.
    - Seligeriaceae Schimp.

  - ordo: Archidiales Limpr.
    - Archidiaceae Schimp.

  - ordo: Dicranales M. Fleisch.
    - Fissidentaceae Schimp.
    - Hypodontiaceae Stech & W. Frey
    - Eustichiaceae Broth.
    - Ditrichaceae Limpr.
    - Bruchiaceae Schimp.
    - Rhachitheciaceae H. Rob.
    - Erpodiaceae Broth.
    - Schistostegaceae Schimp.
    - Viridivelleraceae I. G. Stone
    - Hymenolomataceae Ignatov & Fedosov
    - Rhabdoweisiaceae Limpr.
    - Dicranaceae Schimp.
    - Rhizogemmaceae Bonfim Santos, Siebel & Fedosov
    - Ruficaulaceae Bonfim Santos & Fedosov
    - Aongstroemiaceae De Not.
    - Dicranellaceae Stech
    - Dicranellopsidaceae Bonfim Santos, Siebel &Fedosov
    - Micromitriaceae Smyth ex Goffinet & Budke
    - Leucobryaceae Schimp.
    - Octoblepharaceae A.Eddy ex M.Menzel
    - Calymperaceae Kindb.

  - ordo: Pottiales M. Fleisch.
    - Pottiaceae Schimp.
    - Pleurophascaceae Broth.
    - Serpotortellaceae W. D. Reese & R. H. Zander
    - Mitteniaceae Broth.
- subclassis Bryidae Engl.
  - superordo: Bryanae Goffinet & W.R. Buck
    - ordo: Splachnales Ochyra
      - Splachnaceae Grev. & Arn.
      - Meesiaceae Schimp.

    - ordo: Hedwigiales Ochyra
      - Hedwigiaceae Schimp.

    - ordo: Bartramiales M. Menzel
      - Bartramiaceae Schwägr.

    - ordo: Bryales Limpr.
      - Pulchrinodaceae D. Quandt, N.E. Bell & Stech
      - Bryaceae Schwägr.
      - Phyllodrepaniaceae Crosby
      - Mniaceae Schwägr.
      - Leptostomataceae Schwägr.

    - ordo: Orthotrichales Dixon
      - Orthotrichaceae Arn.

    - ordo: Rhizogoniales Goffinet & W.R. Buck
      - Rhizogoniaceae Broth.

    - ordo: Aulacomniales N.E. Bell, A.E. Newton & D. Quandt
      - Aulacomniaceae Schimp.

    - ordo: Orthodontiales N.E. Bell, A.E. Newton & D. Quandt
      - Orthodontiaceae Goffinet

  - superordo: Hypnanae W.R. Buck, C.J. Cox, A.J. Shaw & Goffinet
    - ordo: Hypnodendrales N.E. Bell, A.E. Newton & D. Quandt
      - Braithwaiteaceae N. E. Bell, A. E. Newton & D. Quandt
      - Racopilaceae Kindb.
      - Pterobryellaceae (Broth.) W.R. Buck & Vitt
      - Hypnodendraceae Broth.

    - ordo: Ptychomniales W.R. Buck, C.J. Cox, A.J. Shaw & Goffinet
      - Orthorrhynchiaceae S. H. Lin
      - Rhabdodontiaceae B. Mishler, N.E. Bell & P.J. Dalton
      - Ptychomniaceae M. Fleisch.

    - ordo: Hypopterygiales Goffinet
      - Hypopterygiaceae Mitt.

    - ordo: Hookeriales M. Fleisch.
      - Saulomataceae W. R. Buck, C. J. Cox, A. J. Shaw & Goffinet
      - Daltoniaceae Schimp.
      - Schimperobryaceae W. R. Buck, C. J. Cox, A. J. Shaw & Goffinet.
      - Hookeriaceae Schimp.
      - Leucomiaceae Broth.
      - Pilotrichaceae Kindb.

    - ordo: Hypnales W.R. Buck & Vitt
      - Rutenbergiaceae M. Fleisch.
      - Trachylomataceae W. R. Buck & Vitt
      - Rhizofabroniaceae Huttunen, Ignatov, D.Quandt & Hedenäs.
      - Fontinalaceae Schimp.
      - Climaciaceae Kindb.
      - Amblystegiaceae G. Roth
      - Calliergonaceae Vanderpoorten, Hedenäs, C. J. Cox & A. J. Shaw.
      - Helodiaceae Ochyra
      - Leskeaceae Schimp.
      - Thuidiaceae Schimp.
      - Regmatodontaceae Broth.
      - Hydropogonellaceae B.H. Allen
      - Stereophyllaceae W. R. Buck & Ireland
      - Brachytheciaceae G. Roth.
      - Meteoriaceae Kindb.
      - Myriniaceae Schimp.
      - Fabroniaceae Schimp.
      - Stereodontaceae Hedenäs, Schlesak & D. Quandt
      - Pylaisiaceae Schimp.
      - Heterocladiellaceae Ignatov & Fedosov.
      - Hypnaceae Schimp.
      - Catagoniaceae W. R. Buck & Ireland
      - Pterigynandraceae Schimp.
      - Hylocomiaceae M. Fleisch.
      - Rhytidiaceae Broth.
      - Symphyodontaceae M. Fleisch.
      - Plagiotheciaceae M. Fleisch.
      - Entodontaceae Kindb.
      - Pylaisiadelphaceae Goffinet & W. R. Buck
      - Sematophyllaceae Broth.
      - Cryphaeaceae Schimp.
      - Prionodontaceae Broth.
      - Leucodontaceae Schimp.
      - Pterobryaceae Kindb.
      - Phyllogoniaceae Kindb.
      - Lepyrodontaceae Broth.
      - Neckeraceae Schimp.
      - Orthostichellaceae Enroth, Huttunen, Tangney, M. Stech & D. Quandt
      - Echinodiaceae Broth.
      - Leptodontaceae Schimp.
      - Lembophyllaceae Broth.
      - Myuriaceae M. Fleisch.
      - Anomodontaceae Kindb.
      - Miyabeaceae Enroth, S. Olsson, Buchbender, Hedenäs, Huttunen & D. Quandt
      - Theliaceae M. Fleisch.
      - Microtheciellaceae H. A. Mill. & A. J. Harr.
      - Sorapillaceae M. Fleisch.

### Fosili
- -     - familia: Tricostaceae G.W.K. Shelton, Stockey, G.W. Rothwell & Tomescu
    - genus: Baigulia Ignatov, Karasev & Sinitsa
    - genus: Baiguliella Ignatov, Karasev & Sinitsa
    - genus: Bryokhutuliinia Ignatov
    - genus: Hygrohypnidium Kirchh.
    - genus: Palaeodichelyma Ignatov & Shcherb.
    - genus: Palaeohypnum Steere
    - genus: Platybryopsis Plam. & Givul.

  - genus: Bryiidites R.S. Barclay, Duckett, McElwain, van Es, Mostaert, Pressel & Sageman
  - genus: Chiuzbaia Plam. & Givul.
  - genus: Diettertia J.T. Br. & Robison
  - genus: Dwykea J.M.Anderson & H.M. Anderson
  - genus: Liopilus D. Mohr ex F. Weber
  - genus: Muscites Brongn.
  - genus: Ningchengia Heinrichs, X. Wang, Ignatov & M. Krings
  - genus: Palaeothecium H. Philib. ex Saporta
  - genus: Parafunaria R.D. Yang, J.R. Mao, Wei H. Zhang, L.J. Jiang & Hui Gao
  - genus: Saksenaphyllites Sh. Chandra
  - genus: Taimyrobryum Ignatov, Heinrichs, Schäf.-Verw. & Perkovsky
  - genus: Talchirophyllites Sh. Chandra
  - genus: Tinca Plam. & Givul.
  - genus: Umariaphyllites Sh. Chandra
- genus: Kulindobryum Ignatov
- genus: Livingstonites E.I. Vera

## Vanjske poveznice
- Classification of extant moss genera